# Terrorisme en Indonésie

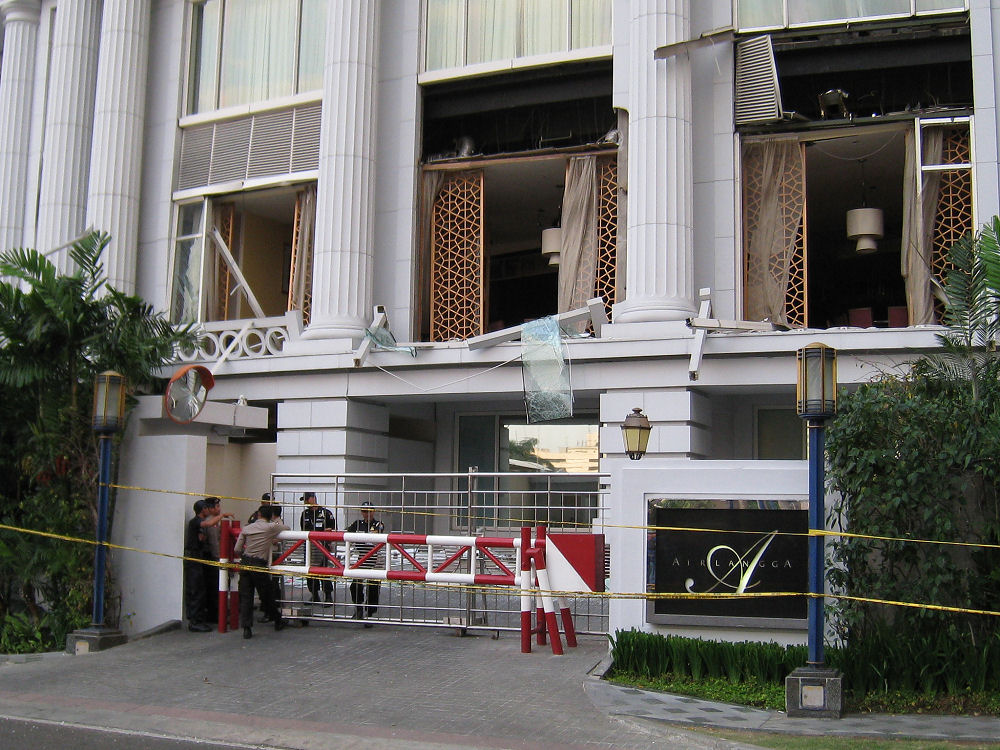
L'hôtel Ritz-Carlton atteint par l'attentat du 17 juillet 2009.

Le terrorisme en Indonésie s'est majoritairement développé au XXIe siècle. La plupart des attentats est attribuée à la Jemaah Islamiyah, un groupe terroriste islamiste affilié à Al-Qaïda.
En 2000, l'attentat du Jakarta Stock Exchange fit 15 morts par l'explosion d'une voiture piégée. La même année, une série de bombes explosent à la veille de Noël dans plusieurs lieux de l'archipel. Ces attentats visent les églises et font 18 morts. En 2002 a lieu l'attentat le plus meurtrier de l'histoire du pays. L'attentat de Bali fait 202 victimes. En 2003, l'attentat de l'hôtel Mariott de Jakarta fait 12 morts et 150 blessés. En 2004, l'attentat de l'ambassade d'Australie à Jakarta fait 9 victimes. En 2005, une nouvelle série d'attentats touche Bali et fait 20 morts. Le 17 juillet 2009, un attentat à la bombe touche deux hôtels (JW Marriott et Ritz-Carlton) à Jakarta et fait au moins 9 victimes. Le jeudi 14 janvier 2016, une série d'attaques revendiqué par l'État islamique (EI) à Jakarta a fait 7 morts, près d'un café Starbucks, à proximité d'ambassades et d'agences des Nations unies.